# Betondorp

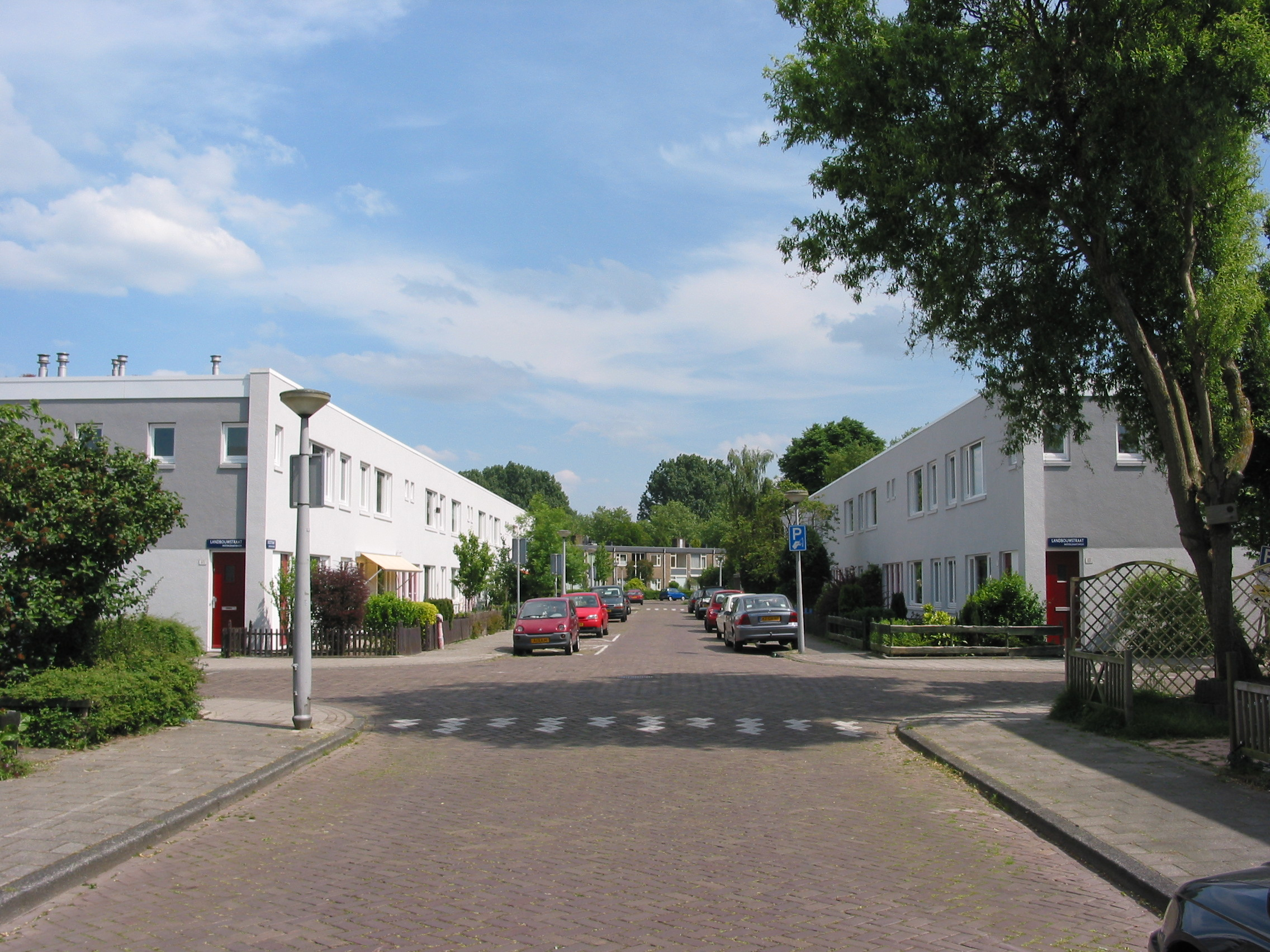
Gatan Oogststraat i Betondorp.

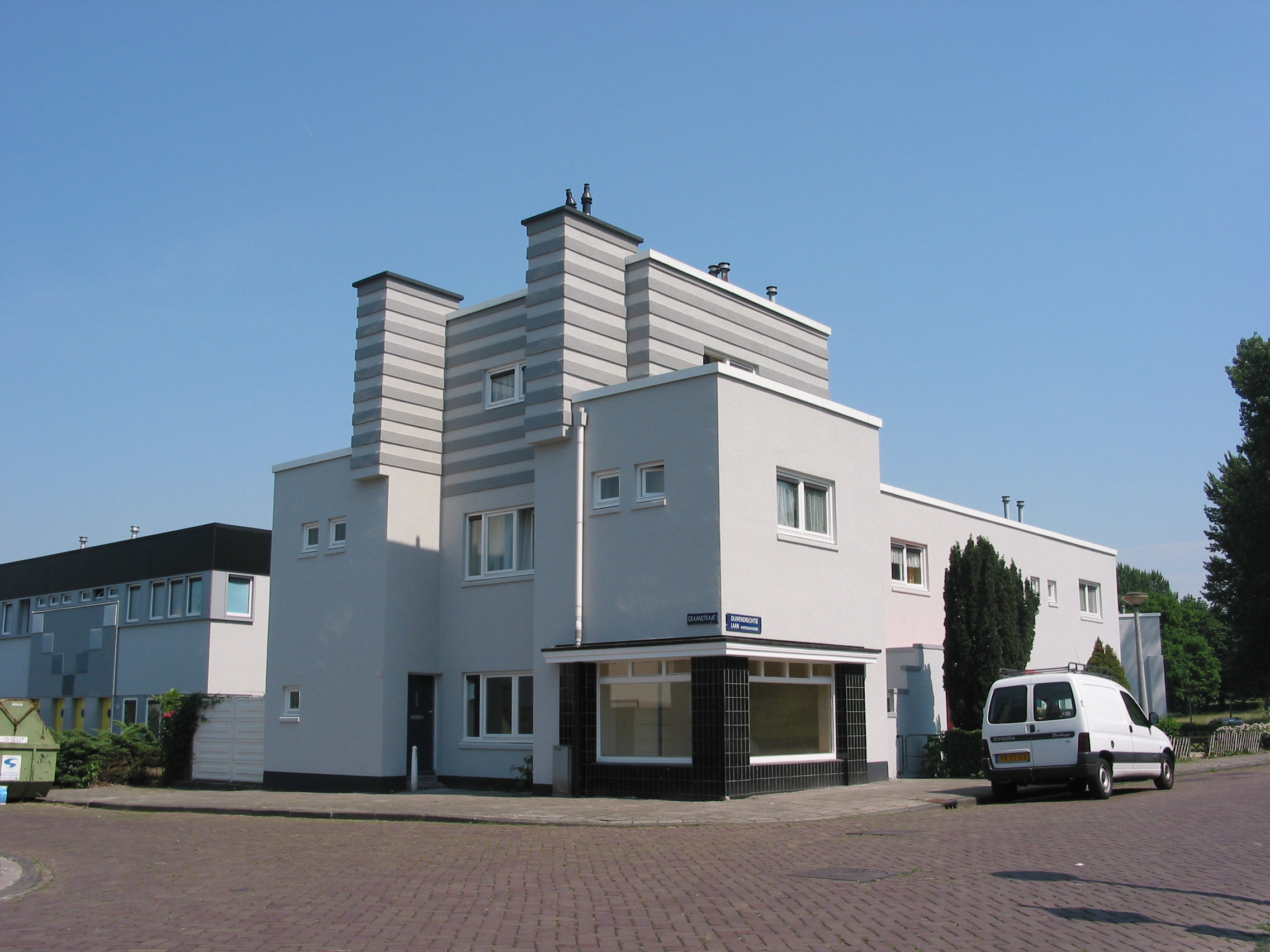
Duivendrechtselaan 129−135 i Betondorp.

Betondorp är ett område i stadsdelen Amsterdam-Oost i Amsterdam, Nederländerna. Det byggdes på 1920-talet som ett experiment för att få fram bostäder till rimlig kostnad med nya, billiga byggnadsmaterial, huvudsakligen betong. Namnet Betondorp betyder "betongby".
Husen är byggda i en återhållsam, minimalistisk typ av art déco-stil. Betondorp ligger i poldern Watergraafsmeer.